# Vela nos Jogos Olímpicos de Verão de 1924 - Monotype
As provas da classe Monotype da vela nos Jogos Olímpicos de Verão de 1924 ocorreram entre 10 e 13 de julho daquele ano em Meulan-en-Yvelines, na França. O programa compunha duas regatas. Para esta classe, houve 17 velejadores em embarcações individuais.

## Calendário
| ● | Competições desportivas | ● | Finais |

| Data                      | Julho  | Julho  | Julho  | Julho  |
| Data                      | 10 Qui | 11 Sex | 12 Sáb | 13 Dom |
| Data                      | Meulan | Meulan | Meulan | Meulan |
| ------------------------- | ------ | ------ | ------ | ------ |
| Monotype                  | E1     | E2     | SF1    | SF2 SO |
| Total de medalhas de ouro |        |        |        | 1      |

## Configuração do curso
O percurso na figura a seguir foi usado durante as regatas olímpicas de Monotype de 1924:

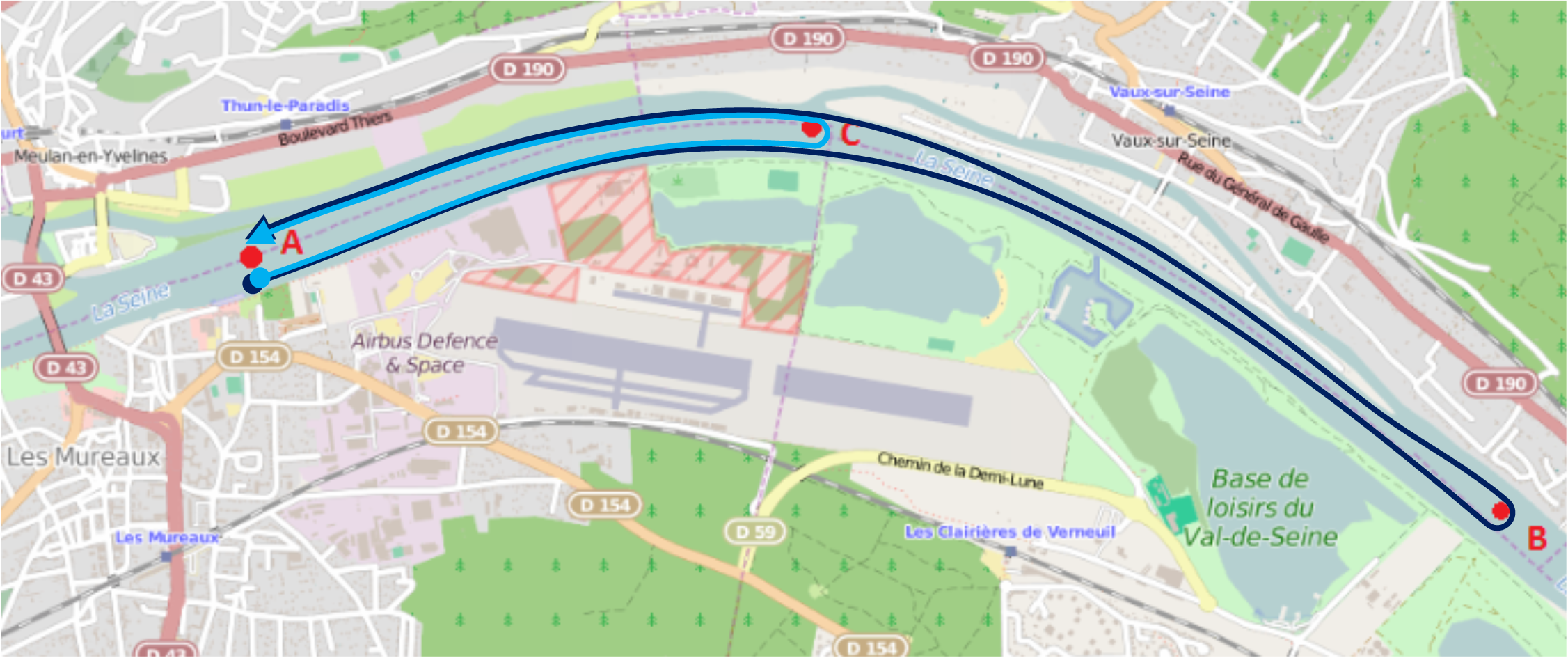
Área do curso

## Medalhistas
O belga Léon Huybrechts finalizou a competição em primeiro lugar com domínio sobre todas as regatas, conquistando a medalha de ouro. A prata firmou-se com Henrik Robert, da Noruega. Por fim, a medalha de bronze ficou com o finlandês Hans Dittmar.
|  | BEL Bélgica     |  | NOR Noruega   |  | FIN Finlândia |
|  | Léon Huybrechts |  | Henrik Robert |  | Hans Dittmar  |

## Resultados
Estes foram os resultados da competição:

### Eliminatórias

#### Primeira eliminatória
| Pos. | Velejador(a)        | Nação             | Tempo    |
| ---- | ------------------- | ----------------- | -------- |
| 1    | Hans Dittmar        | FIN Finlândia     | 1h58'35" |
| 2    | Léon Huybrechts     | BEL Bélgica       | 1h59'26" |
| 3    | Clarence Hammar     | SWE Suécia        | 2h01'12" |
| 4    | Harold Fowler       | GBR Grã-Bretanha  | 2h02'40" |
| 5    | Bernardo Milhas     | ARG Argentina     | 2h03'15" |
| 6    | Edward Bryzemejster | POL Polônia       | 2h05'10" |
| 7    | Norman Robertson    | CAN Canadá        | 2h05'30" |
| -    | Johan Hin           | NED Países Baixos | DQ       |

| Pos. | Velejador(a)         | Nação              | Tempo    |
| ---- | -------------------- | ------------------ | -------- |
| 1    | Henrik Robert        | NOR Noruega        | 1h55'56" |
| 2    | Santiago Amat        | ESP Espanha        | 1h57'04" |
| 3    | Rupert Ellis-Brown   | RSA África do Sul  | 1h57'25" |
| 4    | Albert Michelet      | FRA França         | 1h59'10" |
| 5    | Ella Maillart        | SUI Suíça          | 1h59'50" |
| 6    | Émile Barral         | MON Mônaco         | 2h01'31" |
| 7    | Eduard Bürgermeister | TCH Checoslováquia | 2h02'25" |
| -    | Aage Høy Pedersen    | DEN Dinamarca      | DNF      |

#### Segunda eliminatória
| Pos. | Velejador(a)         | Nação              | Tempo    |
| ---- | -------------------- | ------------------ | -------- |
| 1    | Johan Hin            | NED Países Baixos  | 1h58'39" |
| 2    | Harold Fowler        | GBR Grã-Bretanha   | 2h06'15" |
| 3    | Bernardo Milhas      | ARG Argentina      | 2h19'01" |
| 4    | Santiago Amat        | ESP Espanha        | 2h19'54" |
| 5    | Rupert Ellis-Brown   | RSA África do Sul  | 2h22'14" |
| 6    | Eduard Bürgermeister | TCH Checoslováquia | 2h31'35" |
| 7    | Aage Høy Pedersen    | DEN Dinamarca      | 2h31'44" |
| -    | Léon Huybrechts      | BEL Bélgica        | DQ       |

| Pos. | Velejador(a)          | Nação         | Tempo    |
| ---- | --------------------- | ------------- | -------- |
| 1    | Frederico de Mendonça | POR Portugal  | 2h02'03" |
| 2    | Hans Dittmar          | FIN Finlândia | 2h05'27" |
| 3    | Ella Maillart         | SUI Suíça     | 2h10'30" |
| 4    | Henrik Robert         | NOR Noruega   | 2h12'39" |
| 5    | Albert Michelet       | FRA França    | 2h13'34" |
| 6    | Edward Bryzemejster   | POL Polônia   | 2h16'37" |
| 7    | Norman Robertson      | CAN Canadá    | 2h17'30" |
| -    | Émile Barral          | MON Mônaco    | DNF      |

### Fase final

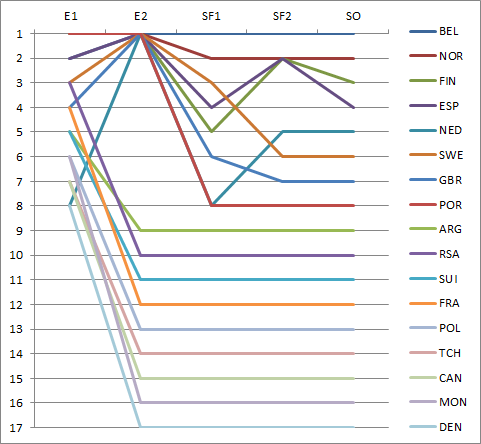
Gráfico mostrando a classificação diária na classe.

#### Primeira regata
| Pos. | Velejador(a)          | Nação             | Tempo   | Pontos |
| ---- | --------------------- | ----------------- | ------- | ------ |
| 1    | Léon Huybrechts       | BEL Bélgica       | 1h32'04 | 1      |
| 2    | Henrik Robert         | NOR Noruega       | 1h34'03 | 2      |
| 3    | Clarence Hammar       | SWE Suécia        | 1h36'32 | 3      |
| 4    | Santiago Amat         | ESP Espanha       | 1h41'27 | 4      |
| 5    | Hans Dittmar          | FIN Finlândia     | 1h44'58 | 5      |
| 6    | Harold Fowler         | GBR Grã-Bretanha  | 1h48'09 | 6      |
| -    | Johan Hin             | NED Países Baixos | DQ      | 8      |
| -    | Frederico de Mendonça | POR Portugal      | DNF     | 8      |

#### Segunda regata
| Pos. | Velejador(a)          | Nação             | Tempo    | Pontos |
| ---- | --------------------- | ----------------- | -------- | ------ |
| 1    | Léon Huybrechts       | BEL Bélgica       | 1h45'47" | 1      |
| 2    | Johan Hin             | NED Países Baixos | 1h45'51" | 2      |
| 3    | Hans Dittmar          | FIN Finlândia     | 1h47'39" | 3      |
| 4    | Santiago Amat         | ESP Espanha       | 1h48'20" | 4      |
| 5    | Henrik Robert         | NOR Noruega       | 1h49'25" | 5      |
| 6    | Harold Fowler         | GBR Grã-Bretanha  | 1h52'30" | 6      |
| 7    | Frederico de Mendonça | POR Portugal      | 2h05'42" | 7      |
| -    | Clarence Hammar       | SWE Suécia        | DQ       | 8      |

### Classificação diária
| Pos.              | Velejador(a)          | Nação             | 1ª série | 2ª série | Total | Desempate |
| ----------------- | --------------------- | ----------------- | -------- | -------- | ----- | --------- |
| Medalha de ouro   | Léon Huybrechts       | BEL Bélgica       | 1        | 1        | 2     |           |
| Medalha de prata  | Henrik Robert         | NOR Noruega       | 2        | 5        | 7     |           |
| Medalha de bronze | Hans Dittmar          | FIN Finlândia     | 5        | 3        | 8     | 1h07'37"  |
| 4                 | Santiago Amat         | ESP Espanha       | 4        | 4        | 8     | 1h12'08"  |
| 5                 | Johan Hin             | NED Países Baixos | 8        | 2        | 10    |           |
| 6                 | Clarence Hammar       | SWE Suécia        | 3        | 8        | 11    |           |
| 7                 | Harold Fowler         | GBR Grã-Bretanha  | 6        | 6        | 12    |           |
| 8                 | Frederico de Mendonça | POR Portugal      | 8        | 7        | 15    |           |